# Armies of Exigo
Armies of Exigo là một game chiến lược thời gian thực cho Microsoft Windows do Black Hole Entertainment phát triển và Cinergi Interactive phát hành vào năm 2004. Một khía cạnh độc đáo trong game là nó có chế độ chơi ngầm dưới lòng đất. Điều này làm cho trò chơi trở nên thách thức hơn khi người chơi phải xoay xở ở hai mặt trận và có thể chạm trán một đội quân đến từ khu vực bất ngờ nào đó. Vào tháng 10 năm 2006, EA đã đóng cửa các máy chủ trực tuyến cho trò chơi.

## Lối chơi
Lối chơi có vẻ rất giống với Warcraft III, đặc biệt là xem xét các phe phái liên quan: Empire (Humans, Elves, Dwarves, v.v.), Beasts (Lizardmen và các sinh vật hình người man rợ khác), và Fallen (Undead và quái vật eldritch). Người chơi phải thu thập tài nguyên (vàng, gỗ và đá quý) để tạo lính và xây nhà, cũng như nghiên cứu các phép thuật và nâng cấp. Người chơi cũng có thể chọn các đơn vị quân và ra lệnh cho họ tấn công, di chuyển hoặc xây dựng. Các loại đơn vị quân khác nhau được xây dựng tại các công trình khác nhau.
Trò chơi đi theo lối chơi RTS kiểu "trường phái cũ" vốn phổ biến vào những năm 1990 trong các tựa game như Warcraft II, StarCraft và dòng Age of Empires.

## Hệ thống cấp bậc
Một đơn vị có thể đạt được cấp độ trong trò chơi thông qua việc tiêu diệt các đơn vị kẻ thù và thu thập điểm kinh nghiệm. Bằng cách đạt được một cấp sẽ khiến cho đơn vị quân đó trở nên mạnh hơn. Hầu như tất cả các đơn vị quân trong game đều có thể tăng cấp lên cấp 5 ngoại trừ các đơn vị quân dạng cơ khí, phượng hoàng và hầu hết các dạng phù thủy. Những loại đơn vị quân Empire và Beast tăng cấp riêng lẻ và Fallen theo tập thể bằng cách thu thập điểm kinh nghiệm trong Bẫy linh hồn của họ (Soul Trap).

## Đón nhận
Các biên tập viên của Computer Gaming World đã đề cử Armies of Exigo làm "Trò chơi Chiến lược của Năm (Thời gian thực)" năm 2004, dù để thua vào tay Warhammer 40,000: Dawn of War.
Theo Rob Fahey, một người đóng góp cho tạp chí trực tuyến EuroGamer, " Armies of Exigo sao chép rất nhiều yếu tố game từ Warcraft III". Ông chấm cho game 6/10 điểm.